# Минимски орден
Мини́мският орден, от Мини́ми, Миними́ти (на латински: Minimi, Ordo Minimorum, O.M. – буквално „най-малките“) е католически монашески орден, основан през XV век в Италия от Свети Франциск от Паола.

## Организация
По данни от 2010 г. орденът включва 45 манастира. Най-много монаси има в Италия, Испания, Франция и Бразилия. Монасите са 176, от които 114 – свещеници. На герба на ордена и изписана думата „Charitas“ (милосърдие). Минимите управляват редица просветни институции и католически университети. Резиденцията на генерала на ордена е разположена в принадлежащата на минимите римска църква Сант Андреа деле Фрате.
Женската клонка на ордена е най-силно представена в Испания, Франция и Италия и през 2005 г. включва 116 монахини в 13 манастира. Съществуват също и две женски конгрегации – „Сестри минимитки на Богородица застъпница“ (179 монахини) и „Сестри минимитки на Страстите Господни“ (113 монахини), които се ръководят от духовните правила на минимите, но са самостоятелни конгрегации.

## История
Основателят на ордена – Свети Франциск от Паола е роден през 1416 г. в гр.Паола в Калабрия, който през този период е в състава на Неаполитанското кралство. Обучава се в родния си град при монаси-францисканци. Съгласно житието му на 13-годишна възраст прекарва около една година в манастир, след което заедно с родителите си извършва поклонническо посещение в Асизи. След завръщането си в Паола става отшелник и се заселва в отдалечена пещера, където живее в уединение и молитви около 6 години.
Около 1435 г. към него се присъединяват последователи и Франциск основава общност, която получава името „Отшелници на Свети Франциск Асизки“. Числото на учениците му се увеличава и Франциск и последователите му основават манастири в Патерно през 1444 г. и в Милацо (Сицилия) през 1469 г.
През 1474 г. папа Сикст IV утвърждава новия монашески орден под името „Конгрегация на еремитите на брат Франциск от Паола“..
През 1483 г. френският крал Луи XI кани Франциск от Паола във Франция в замъка Плеси ле Тур. Неговият приемник Шарл VIII също високо цени мъдростта и светостта на Франциск от Паола и основава два манастира – до Плеси ле Тур и в Рим. Франциск умира на 2 април 1507 в замъка Плеси ле Тур.
През 1493 г. папа Александър VI с булата Meritis religiosae vitae дава на ордена името „Еремити от ордена на минимите“ и оттогава последователите на Франциск от Паола стават известни под името „миними“.
През 1495 г. е създадена женската част на ордена, а през 1501 г. се обособява и общността на терциариите. През 1506 г. папа Юлий II одобрява новия устав на ордена. През XVI век минимите притежават над 200 манастира и обители. Разцвета на ордена е през XVII век, когато ордена наброява над 450 манастира, разположени в повечето страни от Западна Европа, Мексико, Перу и Индия. Гоненията, последвали Великата френска революция, нанасят силен удар върху ордена, като упадъкът е преодолян едва през XIX век.

## Устав на ордена
Минимите живеят по францисканския устав. Дрехите им са изработени от груб черен плат и се опасват с тънка черна връв. Придържат се към строги аскетични практики и спазват строг пост.

## Интересни факти
В началото на XVII век монаси-миними основават в Мюнхен пивоварна, наречена „Пауланер“, в чест на основателя на ордена – Франциск от Паола. Пивоварната макар и отдавна да не принадлежи на ордена и до днес произвежда прочутата бира „Пауланер“, на етикета и капачката на която е изобразен монах от ордена на минимите.